# Stay Awake (Example)
Stay Awake è un singolo del cantante britannico Example, pubblicato il 28 agosto 2011 come secondo estratto dal terzo album in studio Playing in the Shadows.
Il brano, scritto dallo stesso Example e prodotto dai Nero, è stato successivamente aggiunto alla playlist di BBC Radio 1..
Il brano è stato presentato in anteprima durante il programma radiofonico Hottest Record In The World di BBC Radio 1 il 4 luglio 2011.

## Successo commerciale
Il 4 settembre 2011 il singolo ha raggiunto la vetta della classifica dei singoli più venduti nel Regno Unito.

## Tracce
Download digitale
1. Stay Awake (Radio Edit) – 3:24
2. Stay Awake (Extended Mix) – 5:06
3. Stay Awake (Alvin Risk Remix) – 5:29
4. Stay Awake (Delta Heavy Remix) – 4:36
5. Stay Awake (Steve Pitron & Max Sanna Club Mix) – 6:02
6. Stay Awake (Micky Slim Remix) – 5:39
7. Stay Awake (Moam Remix) – 6:09

## Classifiche
| Classifica(2011)  | Posizione più alta |
| ----------------- | ------------------ |
| Australia         | 51                 |
| Belgio (Fiandre)  | 40                 |
| Belgio (Vallonia) | 16                 |
| Irlanda           | 16                 |
| Scozia            | 2                  |
| Regno Unito       | 1                  |